# 含糊
含糊（英語：vagueness），或作模糊，是語義學、哲學用語。

## 概論
在語義學、哲學領域，一般對含糊的解讀是：
- 對某概念的定義不夠精確，外延領域不明確；
- 存在部分事物，無法確定是否屬於某群體概念；
- 某概念會發生堆垛悖論（連鎖悖論）。

日常語言中，含糊是無法避免的，甚至經常是刻意營造的結果。然而，在專業的文本中，人們通常會盡量避免含糊。
模糊也是漢字文化圈中的數字單位，表示10−13（10萬億分之1）。它是漠的十分之一、逡巡的十倍。